# Robert Blake (almirante)
Robert Blake (Bridgwater, 27 de septiembre de 1598-a bordo del George, 7 de agosto de 1657) fue un comandante de Inglaterra y uno de los almirantes ingleses más famosos del siglo XVII.
A menudo es recordado como «Padre del cuerpo de marina del Reino Unido». Además de contribuir en la creación de la mayor extensión territorial de este país hasta entonces, fue el primero en retener una flota inglesa en el mar durante el invierno. Desarrolló nuevas técnicas de bloqueo naval e invasión terrestre. Sus Instrucciones de navegación e Instrucciones de combate, escritas mientras se recuperaba de una lesión en 1653, fueron fundamentales en las tácticas navales inglesas durante la era de los descubrimientos (1571-1863). Blake fue también el primero en atacar con éxito, repetidamente, a pesar del fuerte fuego enemigo desde la orilla.

## Primeros años
Fue el primogénito de los doce hijos de Humphrey Blake y Sarah Williams; tras cursar sus primeros estudios en la escuela de Bridgwater, en 1616 marchó a Oxford, donde se matriculó en el Wadham College; allí estudió hasta 1625, cuando al morir su padre, Robert volvió para hacerse cargo del negocio familiar junto a su hermano Humphrey.
En 1640 fue elegido para representar a Bridgwater en el Parlamento corto, y en 1645 en el Parlamento largo. Fue nombrado general del mar (una orden correspondiente a almirante) en 1649.

## Guerra anglo-española
Durante la guerra anglo-española de 1655-1660 recibió órdenes de Oliver Cromwell de capturar la flota de Indias a su entrada en Cádiz. Desde junio a octubre de 1655 la armada bajo el mando de Blake se mantuvo bloqueando la entrada al estrecho de Gibraltar acechando la llegada de la flota española que, prevenida, invernó en el Caribe.
En marzo de 1656 zarparía nuevamente de Inglaterra junto con Edward Montagu con el mismo objetivo. En mayo se desvió hacia Lisboa para conminar al rey Juan IV de Portugal a cumplir las condiciones del tratado de Westminster firmado dos años antes. El escuadrón de Richard Stayner, que había quedado al sur del Algarve portugués acechando la flota de Indias, trabó combate con ésta, apoderándose de un botín estimado en 2 millones de libras. Blake mantuvo el bloqueo durante todo el invierno, siendo la primera vez que la flota inglesa se quedaba en el mar durante toda la estación invernal.
En el mismo contexto, en abril de 1657 llevó a cabo una intrépida batalla contra la flota española de amarrada en el puerto de Santa Cruz de Tenerife. En menos de 12 horas consiguió destruir 6 galeones y otras 10 naves menores a cambio de 250 bajas y 120 heridos en sus propias filas; las pérdidas españolas provocadas por la incursión de Blake fueron estimadas en casi 100 millones de pesos duros.

## Muerte
Robert Blake murió de escorbuto en agosto de 1657 a bordo del George en el camino de regreso a Plymouth, y tuvo un funeral de estado en la abadía de Westminster (aunque sus órganos habían sido enterrados en la iglesia de St Andrew, Plymouth). Tras la restauración de la monarquía al finalizar la Revolución inglesa su cadáver fue exhumado y se trasladó a una tumba común bajo mandato del nuevo rey, Carlos II de Inglaterra.